# La Conversation (Matisse, Saint-Pétersbourg)
Pour les articles homonymes, voir La Conversation.
La Conversation est un tableau d'Henri Matisse conservé au musée de l'Ermitage de Saint-Pétersbourg. Composé entre 1908 et 1912, il représente de profil l'artiste devant un mur d'un bleu intense, en pyjama face à sa femme Amélie assise. Entre les deux une fenêtre ouvre sur le jardin.
Cette toile a été acquise par le riche collectionneur russe Sergueï Chtchoukine (dont Matisse fit le portrait). Après la révolution d'Octobre, sa collection est confisquée. Elle est présentée au public à partir de 1948 au musée Pouchkine de Moscou et au musée de l'Ermitage de Léningrad (aujourd'hui Saint-Pétersbourg) avec l'ancienne collection d'Ivan Morozov. La Conversation est destinée à l'Ermitage.
Cette toile est peinte alors que Matisse abandonne le style fauviste pour un style plus épuré et décoratif.